# Лук'янчиков Анатолій Єгорович
Анатолій Єгорович Лук'янчиков (нар. 28 лютого 1975, Тирасполь, Молдавська РСР) — радянський, молдовський, український та російський футболіст, нападник та півзахисник.

## Життєпис
Народився в Тирасполі, проте футболом розпочав займатися в Дніпропетровському вищому училищі фізичної культури. потім виїхав за кордон, виступав у США та Ізраїлі. У 1991 році повернувся до Молдови та приєднався до клубу з рідного міста «Тилігул», який виступав в останньому розіграші Першої ліги радянського чемпіонату. Проте в цьому турнірі не зіграв жодного офіційного поєдинку. Учасник першого розіграшу чемпіонату Молдови серед клубів Вищої ліги, у цьому турнірі зіграв 15 матчів та відзначився 4-а голами.
У сезоні 1992/93 років виїхав до України. Отримав українське громадянство. Спочатку підписав контракт з «Шахтарем». У футболці павлоградського клубу дебютував 23 вересня того ж року в програному (1:4) домашньому поєдинку 9-о туру Першої ліги проти охтриського «Нафтовика». Анатолій вийшов на поле в стартовому складі та відіграв увесь матч. У вересні 1992 року зіграв 2 матчі в Першій лізі українського чемпіонату. На початку жовтня 1992 року перейшов до «Таврії». Дебютував у футболці херсонського колективу 5 жовтня того ж року в програному (0:1) виїзному поєдинку 9-о туру Другої ліги проти житомирського «Хіміка». Лук'янчиков вийшов на поле на 70-й хвилині, замінивши Олександра Петрова. У Другій лізі у складі «Хіміка» зіграв 9 матчів. Після цього повернувся до «Тилігула». У команді провів наступні п'ять з половиною сезонів своєї кар'єри. За цей час допоміг тираспольському колективу 6 разів виграти срібні нагороди та 1-о разу бронзові медалі чемпіонату Молдови. Також тричі ставав переможцем та одного разу фіналістом кубку країни. За п'ять з половиною сезонів у чемпіонаті Молдови зіграв 67 матчів та відзначився 33-а голами.
Під час зимової перерви сезону 1997/98 років повернувся до України, де підписав контракт з «Кривбасом». Дебютував за команду з Кривого Рогу 22 березня 1998 року в програному (0:1) доашньому поєдинку 17-о туру Вищої ліги проти донецького «Шахтаря». Лукч'янчиков вийшов на поле в стартовому складі, а на 59-й хвилині його замінив Володимир Гащин. Єдиним голом у футболці «Кривбасу» відзначилася 28 квітня 1998 року на 34-й хвилині нічийного (2:2) домашнього поєдинку 22-о туру Вищої ліги проти львівських «Карпати». Анатолій вийшов на поле в стартовому складі та відіграв увесь матч. У складі криворізького колективу відіграв півроку, за цей час у Вищій лізі зіграв 9 матчів та відзначився 1 голом, ще 2 поєдики зіграв у кубку України.
Сезон 1998/99 років провів у «Тилігулі» (зіграв 17 матчів та відзначився 3-а голами), допоміг команді завоювати бронзові медалі чемпіонату Молдови. Взимку 1998 року проходив перегляд у сімферопольській «Таврії». На першому зборі зарекомендував себе непогано, тому керівництов кримського клубу запропонувало Лук'янчикову відправитися на другий збрір команди, проте президент «Тилігула» Григорій Корзун не бажав відпускати нападника на перегляд, а готовий був відпустити Анатолія лише за умови повноцінного договору. Зрештою, сторони не зуміли домовитися, тому Лук'янчиков продовжив виступи в тираспольській команді. Натомість у 1999 році виїхав до Росії, де підписав контракт з клубом «Торпедо». У Другій лізі Росії зіграв 3 матчі. Сезон 1999/00 років провів на батьківщині, захищав кольори «Тилігула» (Тирасполь) та «Хеппі Енд» (Кам'янка).
У 2000 році повертається до Росії, де підписує контракт зі «Спартаком» з Нальчика. Дебютував за нову команду 9 квітня того ж року в переможному (1:0) домашньому поєдинку 1-о туру Першого дивізіону проти сочинської «Жемчужини». Лук'янченко вийшов на поле в стартовому складі, а на 73-й хвилині його замінив Гуртуєв. Дебютним голом за команду з Нальчика відзначився 19 квітня 2000 року на 80-й хвилині переможного (2:0) домашнього поєдинку 3-о туру Першого дивізіону проти тольятинської «Лади». Анатолій вийшов на поле в стартовому складі та відіграв увесь матч. У дебютному для себе сезоні в складі «спартаківців» зіграв 30 матчів та відзначився 6-а голами. Наступного сезону виходив на поле рідше (13 матчів, 1 гол), залкчався до матчів другої команди колективу з Нальчика (4 матчі, 1 гол), який виступав у третьому дивізіоні чемпіонату країни (аматорський рівень).
У 2002 році виїхавд до Латвії, де уклав договір з клубом місцевої вищої ліги ФК «Вентспілс». У команді відіграв півтора сезони, за цей час у Вищій лізі зіграв 22 матчі та відзначився 4-а голами. По ходу сезону 2003 року повернувся до Росії, де став гравцем владикавказького клубу «Промінь-Енергія». У новій команді дебютував 8 серпня того ж року в переможному (4:0) домашньому поєдинку Другого дивізіону (зона «Схід») проти омського «Іртиша». Лук'янчиков вийшов на поле в стартовому складі, на 15-й хвилині відзначився своїм єдиним голом у складі владикавказького клубу, а на 54-й хвилині його замінив Віталій Сухов. У складі «Променя» зіграв 4 матчі, відзначився 1 голом.
У 2004 році підсилив «Окжетпес». Дебютував за колектив з Кокчетау 3 квітня 2004 року в переможному (2:0) домашньому поєдинку 1-о туру казахської Суперліги проти «Яси-Сайрам». Анатолій вийшов на поле в стартовому складі, а на 74-й хвилині його замінив Антон Клеузович. Дебютним голом за колектив з Кокшетау відзначився 17 червня 2004 року на 77-й хвилині програного (1:3) виїзного поєдинку 18-о туру Суперліги проти «Кайсару». Лук'янчиков вийшов на поле в стартовому складі та відіграв увесь матч. У команді відіграв один сезон, за цей час у Суперлізі провів 19 матчів (3 голи), ще 2 поєдинки (3 голи) зіграв у кубок Казахстану.
По завершенні сезону повернувся до Молдови. У 2005 році зіграв 1 матч у клубі |«Тилігул-Тирас». По завершенні сезону 2004/05 років завершив кар'єру гравця.

## Досягнення
«Тилігул»
- Національний дивізіон Молдови
  -  Срібний призер (6): 1992/93, 1993/94, 1994/95, 1995/96, 1997/98, 1998/99
  -  Бронзовий призер (1): 1996/97
- Кубок Молдови
  -  Володар (3): 1992/93, 1993/94, 1994/95
  -  Фіналіст (1): 1995/96

«Вентспілс»
- Вища ліга
  -  Срібний призер (1): 2002